# 崔正漢
崔正漢（Choi Jung-han，1989年6月3日—）是南韓的職業足球運動員，司職前鋒，現效力於泰國乙組聯賽皇家海軍，他也曾先後加入過韓國U20國家隊和韓國U23國家隊。

## 外部連結
- Oita Trinita official website profile
- Choi Jung-Han at Yahoo! Japan
- Soccerway資料庫：崔正漢